# 델핀 드파르디외
델핀 드파르디외(Delphine Depardieu, 1979년 3월 8일 ~ )는 프랑스의 배우이다.